# 阿里·格拉里
阿里·格拉里（阿拉伯语：‎，1997年1月31日—）是一名利比亚男子射箭运动员，主攻反曲弓。他曾参加2014年南京青奥，在男子个人反曲弓及混合团体反曲弓上均止步第一轮。2016年，他获三方委员会邀请，成为历史上首位参加奥运射箭项目的利比亚选手。里约奥运正赛上，他在男子个人反曲弓项目第一轮遭美国选手布雷迪·埃利森淘汰出局。